# Claye-Souilly
Claye-Souilly là một xã ở tỉnh Seine-et-Marne, thuộc vùng Île-de-France ở miền bắc nước Pháp.

## Demography
Người dân ở đây được gọi là Clayois.
Điều tra dân số năm 1999, the town had a population of 10,152.